# Королівські Багамські сили оборони
Королівські багамські сили оборони (КБСО) — збройні сили Багамських Островів, які складають винятково морські сили, оскільки Багами не мають власних сухопутних чи повітряних сил.

## Озброєння
- Пістолет S&W 5906TSW
- Пістолет Glock 17
- Пістолет Beretta 92FS
- 9 мм автомат H&K MP5A2
- 9 мм автомат Uzi
- 9 мм автомат Mini-Uzi
- 9 мм напівавтомат Sterling MK-IV\L-2A3
- 18.5 мм рушниця SPAS-12
- 18.5мм рушниця Remington Model-870P
- 7.62мм FN FAL 50-00\ L-1A1 SAR
- 7.62мм Remington 700P
- 5.56мм Галіл AR
- 5.56мм карабін Colt M4
- 5.56мм гвинтівка Colt M16A-1
- 5.56мм гвинтівка AR-15R-600
- 7.62мм гвинтівка FN MAG 60-20
- 15 M101 105 мм буксована гаубиця
- Land-Rover 4x4

## Судна
Головними суднами КБСО є 2 патрульних судна класу Багамас і три менших судна класу Протектор. Основна їхня задача полягає в патрулюванні територіальних вод з метою недопущення контрабанди, браконьєрства та незаконної міграції, а також оборона державних кордонів і завдання з розшуку та порятунку.

## Авіація
| Літак                         | Виробництво | Тип                       | Модель | На озброєнні | Примітки                    |
| ----------------------------- | ----------- | ------------------------- | ------ | ------------ | --------------------------- |
| Aero Commander 500            | США         | Легкий транспортний літак |        | 0            | 3 одиниці у 1976–1990 роках |
| Beechcraft Super King Air 350 | США         | Легкий транспорт          |        | 1            | з 2004                      |
| Cessna 208 Caravan            | США         | Легкий транспорт          |        | 1            | з 2007                      |
| Cessna 404 Titan              | США         | Легкий транспорт          |        | 0            | 1 одиниця у 1991–2008       |
| Cessna 421C Golden Eagle      | США         | Легкий транспорт          |        | 0            | 1 одиниця у 1988 — 2002     |
| Partenvia P.68 Observer       | Італія      | Легкий транспортний літак |        | 1            | з 2009                      |
| Piper PA-31 Navajo            | США         | Легкий транспорт          |        | 0            | з 1993                      |